# Clina

Cline de especies de gaviotas del género Larus en un anillo alrededor del Ártico.
1: Larus fuscus, 2: Poblaciones siberianas de Larus fuscus, 3: Larus fuscus heuglini, 4: Larus argentatus birulai, 5: Larus argentatus vegae, 6: Larus argentatus smithsonianus, 7: Larus argentatus
Se produce hibridación entre las poblaciones próximas (flechas rosas), excepto entre 1 y 7, muy diferenciadas entre sí.

En el campo de la genética de las poblaciones, clina o cline (o incluso variación clinal) representa el cambio gradual de rasgos fenotípicos de una misma especie por influjos y condiciones medioambientales. La palabra fue acuñada por el biólogo y humanista inglés Julian Huxley. De acuerdo con su etimología griega, el término cline (κλινειν) significa "inclinación"; sin embargo, debido a las similitudes entre la palabra inglesa lean, que sugiere inclinación, y la palabra learn, "aprender", desde su primer uso Huxley lo relacionó con el aprendizaje.
El concepto fue acuñado por Huxley en 1938. La variación clinal, consecuente al hecho que corresponde a una única especie, prevé que los ejemplos más "diferenciados" son siempre interfértiles.
Por tal motivo, el nuevo concepto es utilizado frecuentemente desde la década de 1960 en el ámbito de la genética humana a partir de los trabajos del antropólogo C. Loring Brace. Brace ha introducido en el análisis del concepto de clina expresiones del genotipo no visibles macroscópicamente (como, por ejemplo, los grupos sanguíneos). De este modo, con el avance de los estudios ha ido desapareciendo gradualmente el concepto de "raza", que ha quedado restringido, científicamente, a la zootecnia.

## Características
El uso del concepto griego klinein (inclinación y – por extensión – aprender) en biología o antropología se entiende según el contexto: lo que se "aprende" a nivel genético es una adaptación a las circunstancias, en especial a las del medio ambiente, casi nunca se trata de un aprendizaje consciente; si nos atenemos a la pura etimología griega, clina alude a una inclinación gradual, un cambio gradual.

Definido entonces el clina como un cambio gradual, según el medio ambiente, dentro de una misma especie, queda evidente que este cambio lejos está de producir diferentes especies o subespecies.

## Clina versus "raza"
En biología, clina se refiere sólo a un gradiente de densidad de cierto carácter dentro de un área geográfica y de un modo sincrónico con respecto a todas las otras posibles clinas de una misma especie.

Más aún, el concepto de clina señala la posibilidad de gradación entre clinas, motivo por el cual señalar algún determinado clina es en gran medida una convención, ya que precisamente una de las implicaciones del concepto de clina es señalar algo fáctico: el constante flujo genético, el constante "mestizaje", la constante variabilidad de una especie. En este sentido, clina resulta un concepto bastante novedoso e inscrito en el marco de la ciencia que suele sustituir, por razones de precisión genética, al concepto de raza, que se asocia al de subespecie.

## Clina y deme
En lo que concierne a Homo sapiens, el uso del concepto clina es particularmente pertinente: la especie H. sapiens resulta ser única y, a pesar de su gran variedad fenotípica, está demostrado que es una falsedad hablar de la existencia de "subespecies" dentro de la especie humana. Y tal demostración científica está dada por la total interfertilidad de las diversas poblaciones humanas y el constante flujo genético.

Aunque en la comunidad científica se ha divulgado la palabra clina, existe otra aún más precisa -pero con mucho menor uso- para indicar las variaciones fenotípicas preponderantes en diversas poblaciones de una misma especie; esta palabra es deme (variante de la griega δημος, pueblo). Con la palabra deme se señala a la existencia de una determinada frecuencia de caracteres fenotípicos en diversas zonas geográficas. Como en el caso de clina, la palabra deme también ratifica la unidad de la especie humana y sólo indica la variabilidad típica de toda especie, variabilidad dada principalmente por los factores ambientales (por ejemplo, una mayor o menor heliofania (duración del brillo solar) implica respectivamente el surgimiento de grupos poblacionales con mayor o menor pigmentación dérmica; la vida en elevadas altitudes con el aire rarificado en oxígeno ha provocado la aparición de demes humanos con mayor dosis de glóbulos rojos en la sangre, de modo que se compensa la escasez del oxígeno en la atmósfera; la vida en climas glaciares ha provocado demes con piernas y brazos más cortos para disminuir la pérdida de energía por radiación), y el predominio de tales caracteres ha sido en su conjunto una adaptación al medio, si bien, a diferencia de "raza", que supone "compartimientos estancos", el concepto de deme, como el de clina, señala la variabilidad adaptativa de una misma especie (en este caso de la humana); variabilidad adaptativa que trasunta un enriquecimiento de la variabilidad genética, variabilidad que tiene como una de sus principales ventajas una mayor resistencia de la especie humana a las diferentes noxas que puedan provocar enfermedades.
Un amplio acervo genético, entre otros factores, contribuye a una amplia variabilidad de expresiones genéticas (diversidad genética) de toda población sujeta a variaciones clinales. 
Ejemplos de variaciones clinales son:
- la regla de Bergmann: en las especies homeotermas, característica que favorece una más adaptada relación volumen/superficie;
- la regla de Allen: consecuente con la anterior, en las especies homeotermas las dimensiones de los apéndices (orejas, cola, etc.) tiende a disminuir en climas fríos;
- la regla de Gloger: la pigmentación de los individuos de una especie tiende a aumentar en los ambientes en donde la radiación solar es más intensa y el clima más húmedo.